# Indis
Indis es un personaje ficticio que pertenece al legendarium creado por el escritor británico J. R. R. Tolkien y que aparece en su novela póstuma El Silmarillion. Es una elfa del linaje Vanyar, pariente cercana del rey Ingwë.

## Historia
Amó en secreto al rey Finwë de los Noldor desde que ambos linajes vivían juntos en Aman, pero dicho amor no era mutuo, pues él estaba ya casado con Míriel. Tras la muerte de ésta, a Finwë le invadió la tristeza y se marchó solo de viaje, explorando las Tierras Imperecederas. Un día, Indis se encontró con él en Oiolossë y entonces Finwë descubrió que ella le amaba. Finwë deseó casarse con ella y tras un juicio con los Valar, éstos decidieron que Finwë podía casarse con Indis, pues Míriel había muerto voluntariamente dejando a Finwë solo. 
Así, Indis se convirtió en la segunda esposa de Finwë y con él tuvo cuatro hijos: Findis, Fingolfin, Irimë y Finarfin. Después del asesinato de Finwë por parte de Melkor, ella regresó con su pueblo.